# Wielochorobowość
Wielochorobowość – jednoczesne występowanie u pacjenta dwóch lub więcej schorzeń.

## Terminologia
Dla określenia tego zjawiska stosuje się w polskim piśmiennictwie różne terminy: choroby współistniejące, schorzenia współistniejące, wielochorobowość, współchorobowość. Jednakże zarówno w języku polskim jak angielskim nie ma sprecyzowanych zasad stosowania tych terminów, są one często używane zamiennie.

## Występowanie
Wielochorobowość stanowi coraz poważniejszy problem społeczny. Stwarza to poważne wyzwania dla systemu ochrony zdrowia, badań naukowych i kształcenia personelu medycznego, przygotowanego do leczenia pojedynczych stanów chorobowych. Szacuje się, że około jednej czwartej dorosłej ludności Stanów Zjednoczonych dotknięta jest dwiema lub więcej chorobami. Przyczynami pojawienia się wielochorobowości mogą być przewlekłe zakażenia, stany zapalne, zaburzenia metaboliczne, czynniki jatrogenne, zmiany ekologiczne i podatność genetyczna. Liczba osób dotkniętych wielochorobowością w populacji osób starszych jest większa. Wśród pacjentów lekarzy ogólnych w Holandii 79% starszych pacjentów chorujących na chorobę przewlekłą miało dodatkowo jedno lub więcej innych schorzeń. Dla prawidłowego rozpoznania chorób współistniejących istotne jest przeprowadzenie dokładnego wywiadu. 

### Choroby serca i naczyń
- W niewydolności serca z zachowaną frakcją wyrzutową najczęstsze choroby współistniejące to choroba niedokrwienna serca, migotanie przedsionków, nadwaga, cukrzyca, nadciśnienie tętnicze, przewlekła obturacyjna choroba płuc, niedokrwistość. Schorzenia te mogą prowadzić do funkcjonalnych i strukturalnych zmian w mięśniu sercowym[18][19].
- U osób z wrodzoną wadą serca częstymi chorobami współistniejącymi są nadciśnienie tętnicze, schorzenia tarczycy, zaburzenia psychiczne, zaburzenia neurologiczne, przewlekłe choroby płuc i udar mózgu[20].
- Choroby współistniejące u pacjentów po udarze mózgu mogą zmniejszać i opóźniać korzystne wyniki rehabilitacji[21]. Prowadzone są badania nad opracowaniem biomarkerów dla neurologicznej i psychiatrycznej współchorobowości u pacjentów z epilepsją[22].

### Nowotwory
- U 70% pacjentów operowanych z powodu raka płuc stwierdzono choroby współistniejące[17].

### Choroby reumatyczne
- Z chorobami reumatycznymi związane są choroby serca i naczyń, toczeń, i zapalenie łuszczycowe stawów[23].
- Fibromialgia występuje między innymi u chorych cierpiących na depresję, lęki, bóle głowy, zespół jelita drażliwego, zespół chronicznego zmęczenia, toczeń rumieniowaty układowy, reumatoidalne zapalenie stawów i migrenę[24][25][7].

### Choroby nerek
- U pacjentów chorych na niewydolność nerek częstość choroby wieńcowej jest o 22% wyższa[26].

### Choroby przemiany materii
- Pacjenci cierpiący na otyłość często są dotknięci hiperlipidemią, nadciśnieniem i cukrzycą typu 2[27].

## Wskaźniki
Istnieje wiele miar wielochorobowości, jednak przydatność niektórych podawana jest w wątpliwość:
- Wskaźnik Mary Charlson (Charlson comorbidity index) pozwala na ocenę prognozy u pacjentów cierpiących na wiele chorób, pozwala oszacować prawdopodobieństwo zgonu w ciągu roku pacjenta, u którego występują choroby współistniejące[12]. Wskaźnik ten może być przydatny lekarzowi dla właściwego sposobu leczenia pacjenta z wielochorobowością[11].
- Wskaźnik wielochorobowości Anny Elixhauser (Elixhauser comorbidity index) jest metodą klasyfikowania chorób współistniejących na podstawie Międzynarodowej Klasyfikacji Chorób i Przyczyn Zgonu. Wskaźnik ten otrzymywany jest z danych szpitalnych i służy planowania zasobów szpitalnych i umieralności w szpitalach[29].
- Wskaźnik wielochorobowości geriatrycznej (Geriatric Index of Comorbidity), opracowany w 2002 roku[30]. Wskaźnik ten przydatny jest do oszacowania ryzyka umieralności szpitalnej w szpitalach geriatrycznych[31].
- Wskaźnik Kaplana-Feinsteina stosowany jest do oceny znaczenia chorób towarzyszących w cukrzycy (Kaplan-Feinstein Index)[32].
- Wskaźnik natężenia chorób współistniejących (Cumulative Illness Rating Scale), opracowany w 1968 roku przez Linna, służący dla oceny wielochorobości u indywidualnych pacjentów[33].
- Wskaźnik natężenia chorób współistniejących w geriatrii (Cumulative Illness Rating Scale for Geriatrics) został zaproponowany przez Millera w 1991 roku[34].
- Wskaźnik chorób współistniejących (Index of Co-Existent Disease (ICED)) opracowany w 1993 roku przez Greenfielda dla chorób nowotworowch[35].
- Wskaźnik wielochorobowości w zaburzeniach czynnościowych (Functional Comorbidity Index (FCI)), zaproponowany w 2005 roku[10].
- Kompleksowy wskaźnik obciążenia chorobowego (Total Illness Burden Index (TIBI)), zaproponowany w 2007 roku[35].